# Bic 4 couleurs

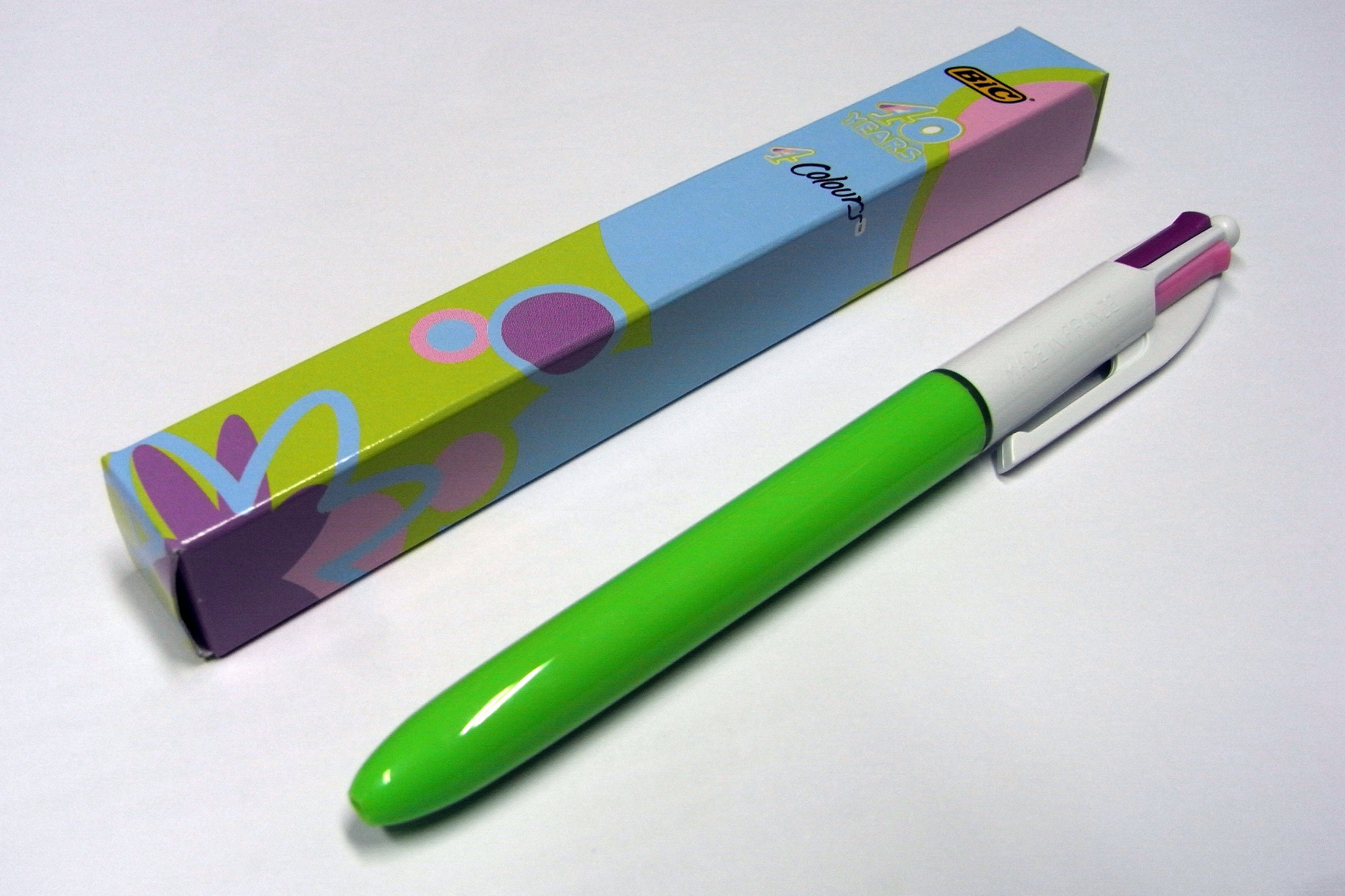
Bic 4 couleurs, édition limitée pour son 40e anniversaire.

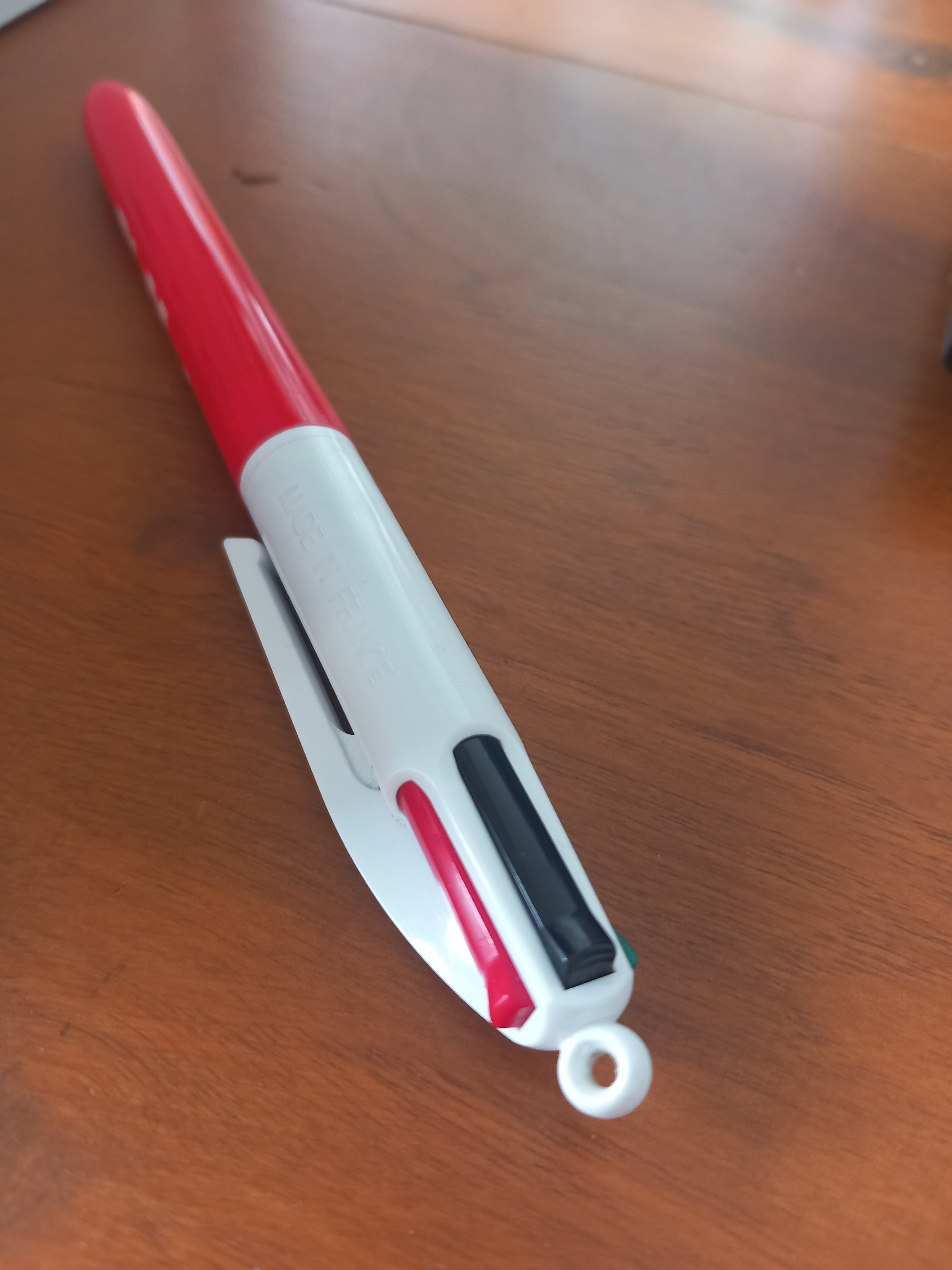
Bic 4 couleurs B/N/R/V à boule percée.

Le Bic 4 couleurs est un stylo iconique commercialisé à partir du tournant des années 1970 par la marque Bic réunissant 4 sources d'encre de couleurs différentes (généralement bleu, noir, vert et rouge) en un seul stylo, et permettant de sélectionner mécaniquement la couleur désirée en rétractant ou ressortant une pointe.

## Historique
Bic met en vente en 1969 ou avril 1970, un nouveau stylo à bille d'usage pratique. Le produit est mis sur le marché en 1971 aux États-Unis.
Commercialisé en France à 2 ou 3 francs français, lors du lancement, un journaliste estime son coût à 2 € en 2009. Le design général n'a pas été modifié entre la création et 2009. Seule la petite boule autrefois pleine, est désormais percée. Un article du New York Times révèle un changement de couleur du bleu de l'extérieur du stylo à bille en 1999, pour se rapprocher de celle de l'encre.

## Production
Le Bic 4 couleurs est fabriqué dans l'usine Bic de Montévrain en Seine-et-Marne, qui en produit 200 000 exemplaires par jour en 2020, soit un million par semaine.

## Design

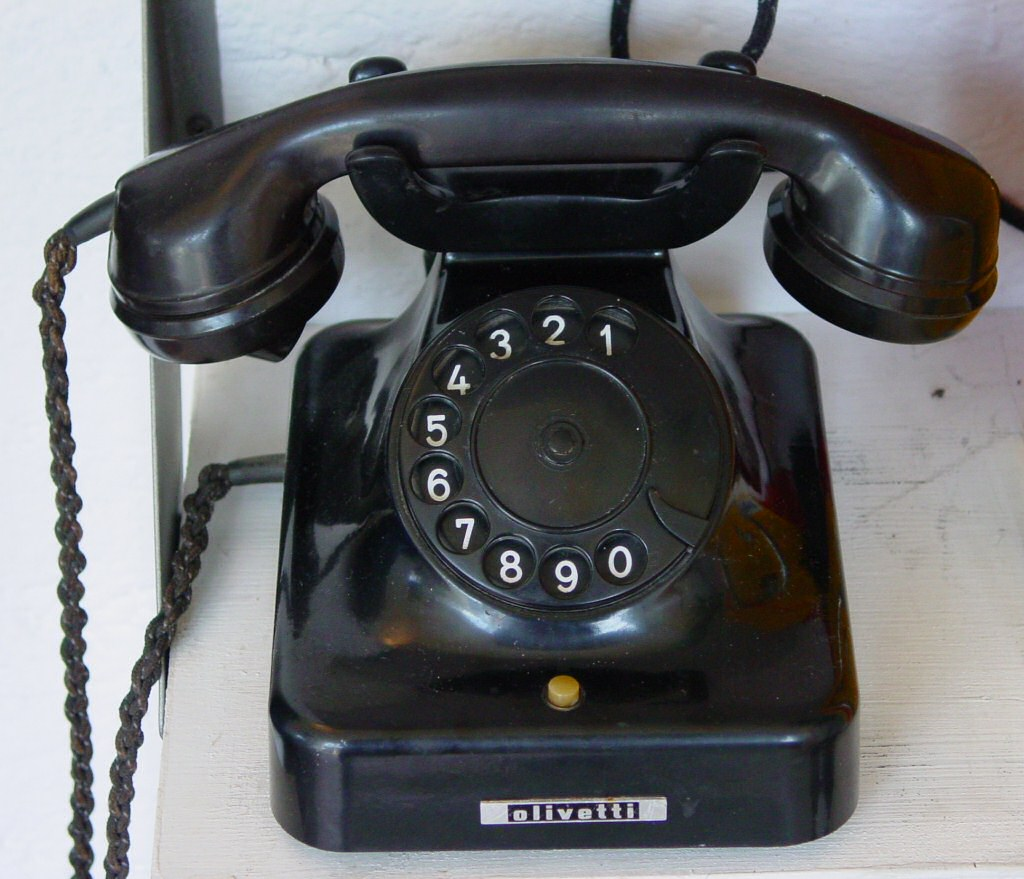
Téléphone à cadran en usage dans la seconde moitié du XXe s. D'après un fun factoid distribué par l'entreprise Bic, la boule supérieure du stylo-bille Bic 4 couleurs permettait d'en actionner le cadran.

L'inventeur du design de ce stylo-bille n'est pas connu, la société déclarant en 2000 qu'il s'agit d'une création par une équipe interne à l'entreprise. Cette situation est cohérente avec celle de bon nombre d'objets industriels du XXe siècle, d'après Donald Albrecht, conservateur au Cooper–Hewitt, Smithsonian Design Museum.
La publicité initiale pour le Bic quatre couleurs précisait que la boule supérieure, représentant la « tête de Bic » emblème de la marque, permettait entre autres d'actionner les téléphones à cadran.
Des recharges vendues séparément permettent de remplacer les couleurs indépendamment. Les recharges bleues et noires sont les plus courantes.

## Versions
Deux versions existent, l'une à pointe moyenne (1,0 mm), le bas du stylo étant alors bleu, l'autre à pointe fine (0,8 mm), le bas du stylo étant alors orangé.
Pour le quarantième anniversaire du produit, Bic lance une édition limitée, dite « 4 couleurs fun », utilisant des encres plus originales : cyan, violet profond, rose « girly » et vert acide. En 2013, une campagne commerciale virale à l'échelle européenne est confiée à l'agence Toy pour accompagner le lancement du produit, sous forme d'une mini-série ciblant les 15–25 ans suivant quatre colocataires, chacun ayant une vision de la vie inspirée par une couleur différente. Le succès pérennise cette nouveauté avec, outre la section basse vert pomme initiale, une section basse rose Chamalow ou bleu layette.
À la rentrée 2016, Bic lance le « 4 couleurs fluo », où le vert est remplacé par de l'encre jaune fluo permettant de surligner du texte. Ce modèle se distingue par sa section basse transparente vert fluo.
Deux ans plus tard, un nouveau set dénommé « 4 couleurs sun » apparaît dans les papeteries : violet, orange, jaune et rose (cette dernière couleur au grand dam des amateurs, qui déplorent l'absence de marron).

## Encre
Les encres du bic 4 couleurs sont étudiées du point de vue de la spectrographie.

## Utilisateurs
Au XXe siècle, le stylo à bille est très utilisé par les étudiants et en milieu hospitalier, notamment par le personnel infirmier.

## Analyse sémiotique
Le bic 4 couleurs est défini en sémiotique comme « un instrument comportant une machine à fonction unique — le changement de couleurs ».